# Ridderorden in Egypte
Egypte kende in de oudheid en als deel van het Ottomaanse rijk geen ridderorden. De padisjah in Constantinopel beloonde zijn Egyptische onderdanen niet met medailles, maar met eretitels als "bei", "pasja" of "efendi". De Egyptische onderkoning Ismaël Pasha wist zich aan het gezag van de sultan te onttrekken en stichtte een eigen staat die altijd het karakter van een Engels protectoraat bleef houden.
In 1886 werd Egypte een koninkrijk en koning Foead stichtte een eigen ridderorde. Er zouden nog veel onderscheidingen volgen.
- De Orde van Mohammed Ali (Nishan Muhammad Ali)
- De Orde van Felaha (Nishan Felaha)
- De Keten van Foead I (Qiladat Fuad al-Awal)
- De Orde van Ismail (Nishan Ismail)
- De Orde van de Nijl (Nishan al-Nil) 1915
- De Orde van de Landbouw (Nishan al-Ziraah)
- De Orde van Cultuur (Nishan al-Maaref)
- De Orde van Industrie en Handel (Nishan al-Sinaa wa al-Tigara)
- De Dames orde van de Rechtschapenheid (Nishan al-Kemal) (1915)

De patriarch van Alexandrië verleende 
- De Zeer Oude en Eerbiedwaardige Orde van Sint-Marcus

## De moderne ridderorden
De republiek Egypte, enige jaren lang onderdeel van de "Verenigde Arabische Republiek" in een statenbond met Syrië en later met Libië, werd in 1953 uitgeroepen. De regering stelde nieuwe ridderorden in en behield vier oude onderscheidingen. De vorm van de sterren — Egypte verleent als voornamelijk islamitisch land geen kruisen — werd aan de nieuwe staatsvorm aangepast.
- De Orde van de Nijl (Nishan al-Nil) 1915/1953
- De Orde van de Republiek 1953
- De Militaire Orde van de Republiek (Wisam al-Gomohouriyya al-'Askariia) 1953
- De Orde van de Onafhankelijkheid (Nishan al-Istiklal) 1955
- De Orde van de Verdienste 1953
- De Orde van de Landbouw  1953
- De Orde van de Wetenschap en Kunsten 1953
- De Orde van de Arbeid 1966
- De Orde van de Industrie en Handel 1953
- De Orde van de Sport 1952
- De Orde van de rechtschapenheid 1915/1953
- De Orde van de Ster van de Sinaï (Wisam Negma Sinna')

- De oude Orde van Al Kamal, of Orde van de Rechtschapenheid uit 1915 wordt ook door de republiek verleend.

Toen Egypte en Syrië in 1958 de Verenigde Arabische Republiek vormden, kregen alle militairen, en enige burgers, de
- Orde van de Unie